# Maradona: sogno benedetto
Maradona: sogno benedetto (Maradona: sueño bendito) è una serie televisiva argentina, diretta da Alejandro Aimetta, Edoardo De Angelis e Roger Gual e distribuita in Italia da Prime Video a partire dal 5 novembre 2021.

## Trama
La serie racconta la storia di Diego Armando Maradona dall'infanzia fino alla vittoria del mondiale del 1986 soffermandosi sull'infarto che lo colpì a Punta del Este in Uruguay nel 2000.

## Episodi
| Stagione       | Episodi | Pubblicazione Italia |
| -------------- | ------- | -------------------- |
| Stagione unica | 10      | 2021                 |

## Personaggi e interpreti

### Personaggi principali
- Diego nel 2000, interpretato da Juan Palomino, doppiato da Paolo Marchese.
- Diego negli anni 80, interpretato da Nazareno Casero, doppiato da Luca Mannocci.
- Diego negli anni 70, interpretato Nicolás Goldschmidt, doppiato da Lorenzo D'Agata.
- Claudia Villafañe, interpretata da Julieta Cardinali, doppiata da Perla Liberatori. È la moglie di Diego.
- Guillermo Coppola da giovane, interpretato da Leonardo Sbaraglia, doppiato da Giuliano Bonetto. È l'agente di Diego
- Dalma Maradona Franco, interpretata da Mercedes Morán, doppiata da Laura Boccanera. È la madre di Diego.
- Don Diego Maradona, interpretato da Pepe Monje, doppiato da Francesco Prando. È il padre di Diego.
- Don Diego Maradona nel 2000, interpretato da Claudio Rissi, doppiato da Edoardo Siravo.
- Dalma Maradona Franco nel 2000, interpretata da Rita Cortese, doppiata da Stefania Romagnoli.
- Guillermo Coppola nel 2000, interpretato da Jean Pierre Noher, doppiato da Antonio Palumbo.
- Diego da bambino, interpretato da Juan Cruz Romero, doppiato da Valeriano Corini.
- Claudia Villafañe da adolescente, interpretata da Laura Esquivel, doppiata da Lavinia Paladino.
- Jorge Cyterszpiler, interpretato da Peter Lanzani, doppiato da Alessio Puccio. È il primo agente di Diego.
- Cristiana Sinagra, interpretata da Tea Falco. È l'amante di Diego a Napoli che da lui avrà Diego Armando Maradona Junior.

### Personaggi secondari
- Cesar Luis Menotti, interpretato da Darío Grandinetti, doppiato da Paolo Maria Scalondro. È il primo commissario tecnico di Diego.
- Fernando Signorini, interpretato da Federico D'Elía, doppiato da Alberto Bognanni. È lo storico preparatore atletico di Diego e suo fedele amico.
- Carlos Bilardo, interpretato da Marcelo Mazzarello, doppiato da Gianluca Machelli. È il CT della storica vittoria del mondiale del 1986.
- Ricardo Suarez negli anni 80, interpretato da Martìn Piroyansky, doppiato da Jacopo Venturiero. È un giornalista argentino che diventa l'addetto stampa di Diego negli anni al Barcellona.
- Ricardo Suarez nel 2000, interpretato da Mez Urtizberea.
- Daniel Passarella, interpretato da Nicolás Furtado, doppiato da Davide Albano. È il rivale di Diego nell'albiceleste.
- Carlos Ferro Viera, interpretato da Gerardo Romano, doppiato da Oliviero Dinelli. È un amico di Diego che finisce nei guai al momento del suo malore in Uruguay.
- Josep Lluís Núñez, interpretato da Frances Orella, doppiato da Luca Biagini. È il presidente del Barcellona.
- Lorena Gaumont, interpretata da Eva De Dominici, doppiata da Francesca Manicone. È una delle amanti di Diego.
- Bernd Schuster, interpretata da Leonard Kunz. È uno dei compagni di Diego al Barcellona.
- Udo Lattek, interpretato da Richard Sammel. È l'allenatore di Diego al Barcellona.
- Carmine Giuliano, interpretato da Riccardo Scamarcio. È uno dei camorristi che si avvicina a Diego negli anni del Napoli.
- Papa Giovanni Paolo II, interpretato da Tommaso Ragno.
- Corrado Ferlaino, interpretato da Giovanni Esposito. È lo storico presidente del Napoli.